# عبدالرحمن رحمانی
عبدالرحمن رحمانی (زاده ۱۳۵۶ شهر مزار شریف بلخ) سیاستمدار افغانستان و نماینده مردم بلخ در دوره شانزدهم مجلس نمایندگان می‌باشد. ایشان در مجلس شانزدهم نمایندگان افغانستان عضو کمیسیون اقتصاد ملی، سازمان‌های غیر حکومتی، انکشاف دهات، زراعت و مالداری می‌باشد.

## زندگی‌نامه
عبدالرحمن رحمانی زاده ۱۳۵۶ از شهر مزار شریف ولایت بلخ می‌باشد. ایشان تحصیلات مدرسه‌ای خود را در تا صنف دوازدهم و تحصیلات دینی به پایان رسانده‌است. پس از آن بیشتر به عنوان مدرس دروس دینی فعالیت داشته‌است.

## دیگر فعالیت‌ها
دیگر فعالیت‌های ایشان:
- تدریس در مدارس.